# نووکنستانتینوفکا
نووکنستانتینوفکا (به لاتین: Novokonstantinovka) یک منطقهٔ مسکونی در روسیه است که در باشقیرستان واقع شده‌است.